# Norfolk (Nebraska)
Norfolk város az USA Nebraska államában. Lakosainak száma 24 955 fő (2020. április 1.).

## Népesség
A település népességének változása:

| 2010 | 24 210 |
| 2020 | 24 955 |